# Cena Friedricha Gerstäckera
Cena Friedricha Gerstäckera je nejprestižnější německá literární cena za knihy pro děti a mládež. Byla ustavena v roce 1947 a od roku 1952 je bienálně udělována v německém Braunschweigu.
Cena je pojmenována po německém autorovi cestopisné literatury Friedrichu Gerstäckerovi (1816–1872) a je spojena s finanční odměnou ve výši 6500 €.
V roce 2007 se laureátkou stala česká spisovatelka Iva Procházková.

## Ocenění autoři
| Rok  | Autor / Autorka                  | Titul                                                 |
| 1952 | Kurt Lütgen                      | Der große Kapitän                                     |
| 1954 | Fritz Mühlenweg                  | In geheimer Mission durch die Wüste Gobi              |
| 1956 | Hans Baumann                     | Die Höhlen der großen Jäger                           |
| 1958 | Erich Wustmann                   | Taowaki                                               |
| 1960 | Herbert Kaufmann                 | Des Königs Krokodil                                   |
| 1962 | Karl Rolf Seufert                | Die Karawane der weißen Männer                        |
| 1964 | Herbert Plate                    | Der aus dem Dschungel kam                             |
| 1966 | Karl Friedrich Kohlenberg        | Ben Ali und seine Herde                               |
| 1968 | Liselotte Welskopfová-Henrichová | Synové Velké medvědice                                |
| 1970 | Christopher S. Hagen             | Geheimauftrag                                         |
| 1972 | Kurt Lütgen                      | za celkový přínos                                     |
| 1974 | Thomas Jeier                     | Der große Goldrausch von Alaska                       |
| 1976 | Frederik Hetmann                 | Der rote Tag                                          |
| 1978 | Barbara Bartosová-Höppnerová     | Silvermoon                                            |
| 1980 | Werner J. Egli                   | Heul doch den Mond an                                 |
| 1982 | Klaus Kordon                     | Monsun oder der weiße Tiger                           |
| 1984 | Sigrid Heuck                     | Mondjäger                                             |
| 1986 | Günter Sachse                    | Das Floß der armen Leute                              |
| 1988 | Rainer Maria Schröder            | Abby-Lynn - Verbannt ans Ende der Welt                |
| 1990 | Kurt Wasserfall                  | Ben Makhis oder Die Reise in das Abendland            |
| 1992 | Ghazi Abdel-Qadir                | Abdallah und ich                                      |
| 1994 | Nina Rauprich                    | Die abenteuerliche Flucht des Carl Kroll              |
| 1996 | Arnulf Zitelmann                 | Unterwegs nach Bigorra                                |
| 1998 | Günther Bentele                  | Wolfsjahre                                            |
| 2001 | Henning Pawel                    | Verbotener Sommer                                     |
| 2003 | Wolfram Hänel a Ulrike Gerold    | Irgendwo woanders                                     |
| 2005 | Christa-Maria Zimmermann         | Hundert Tage bis Lhasa                                |
| 2007 | Iva Procházková                  | Tanec trosečníků, Wir treffen uns, wenn alle weg sind |
| 2009 | Anja Tuckermann                  | Mano. Der Junge, der nicht wusste, wo er war          |
| 2012 | Martin Grzimek                   | Tristan. Roman um Treue, Liebe und Verrat             |
| 2014 | Anna Kuschnarowa                 | Kinshasa Dreams                                       |
| 2016 | Dirk Reinhardt                   | Train Kids                                            |
| 2018 | Julya Rabinowich                 | Dazwischen: Ich                                       |